# Changzhang
Changzhang (kinesiska: 常张, 常张乡) är en socken i Kina. Den ligger i provinsen Shanxi, i den norra delen av landet, omkring 190 kilometer söder om provinshuvudstaden Taiyuan. Antalet invånare är 15 229. Befolkningen består av 7 483 kvinnor och 7 746 män. Barn under 15 år utgör 17,0 %, vuxna 15-64 år 75 %, och äldre över 65 år 7,0 %.
Genomsnittlig årsnederbörd är 705 millimeter. Den regnigaste månaden är juli, med i genomsnitt 243 mm nederbörd, och den torraste är december, med 4 mm nederbörd.